# أوغست (اسم)
أوغست (بالألمانية والإنجليزية: August، ويُلفظ الاسم في اللغتين مع النبرة على المقطع الأول) هو اسم علم مذكر ألماني وإنجليزي من أصل لاتيني.

## شخصيات تحمل الاسم
- أوغست إيفردينغ
- أوغست أسمان
- أوغست ستريندبرغ